# Бошород (комуна)
Бошород (рум. Boșorod) — комуна у повіті Хунедоара в Румунії. До складу комуни входять такі села (дані про населення за 2002 рік):
- Алун (102 особи)
- Бобая (153 особи)
- Бошород (852 особи) — адміністративний центр комуни
- Кітід (602 особи)
- Лункань (91 особа)
- Пріходіште (34 особи)
- Тирса (255 осіб)
- Урсіч (111 осіб)
- Чокловіна (57 осіб)

Комуна розташована на відстані 273 км на північний захід від Бухареста, 25 км на південний схід від Деви, 127 км на південь від Клуж-Напоки, 144 км на схід від Тімішоари.

## Населення
За даними перепису населення 2002 року у комуні проживали 2257 осіб.
Національний склад населення комуни:
| Національність | Кількість осіб | Відсоток |
| -------------- | -------------- | -------- |
| румуни         | 2253           | 99,8%    |
| угорці         | 4              | 0,2%     |

Рідною мовою назвали:
| Мова      | Кількість осіб | Відсоток |
| --------- | -------------- | -------- |
| румунська | 2254           | 99,9%    |
| угорська  | 3              | 0,1%     |

Склад населення комуни за віросповіданням:
| Релігія        | Кількість осіб | Відсоток |
| -------------- | -------------- | -------- |
| православні    | 1997           | 88,5%    |
| п'ятдесятники  | 188            | 8,3%     |
| адвентисти     | 34             | 1,5%     |
| не релігійні   | 7              | 0,3%     |
| римо-католики  | 3              | 0,1%     |
| баптисти       | 2              | 0,1%     |
| реформати      | 1              | < 0,1%   |
| греко-католики | 1              | < 0,1%   |
| унітарії       | 1              | < 0,1%   |
| бретрени       | 1              | < 0,1%   |
| юдеї           | 1              | < 0,1%   |